# Валентин Димов
Валентин Иванов Димов е български тенисист роден на 12 март, 1989 г. в град София. Състезател е на Тенис клуб „НСА“. Негов треньор е баща му Иван Димов, преподавател по тенис в НСА. Започва да тренира тенис на 7 години. Най-доброто му класиране в световната ранглиста при юношите е №67 на 1 януари 2007 г.
Най-доброто му постижение при мъжете е достигане до финал на двойки на фючърса във Варна заедно с Тихомир Грозданов през 2007 г., двамата губят от Богдан-Виктор Леонте (Румъния) и Петер Торебко (Германия) с 6:7 (4), 4:6. През същата година става държавен шампион за мъже в зала.
Победител е в редица юношески турнири. През 2007 г. преодолява квалификациите на юношеския Уимбълдън, но губи в първи кръг. Печели бронзов медал на Европейското юношеско първенство до 18 г. в Бад Гащайн, Австрия, като губи на полуфинала от бъдещия шампион Михаил Конечни. На Европейското отборно първенство до 18 г. в Ла Рошел, Франция става вицешампион заедно с Васил Младенов и Александър Лазов.
През 2008 г. печели турнира „Сарженор Къп“ в София, като на финала побеждава Тихомир Грозданов.
През 2009 г. постига най-големия успех в кариерата си на сингъл, побеждавайки на финала на фючърса в Ямбол в двусетов мач румънеца Каталин-Йонут Гард.
През 2010 г. става отново шампион на първенството на България в зала, побеждавайки на финала Петър Трендафилов с 6-4 6-3. През 2011 г. е шампион на сингъл и на двойки (с Тихомир Грозданов) от държавното лично първенство.

## Класиране в ранглистата в края на годината
| Година | 2007 | 2008 | 2009 |
| Сингъл | 1369 | 1020 | 661  |
| Двойки | 1169 | 980  | 1116 |

## Финали

### Титли на сингъл (1)
| Година | Турнир   | Категория       | Съперник           | Резултат |
| 2009   | Ямбол F4 | ITF FU $ 10 000 | Каталин-Йонут Гард | 6-4, 6-4 |

| Легенда   |
| FU Фючърс |

### Загубени финали на двойки (5)
| Година | Турнир       | Категория       | Партньор          | Съперници                        | Резултат       |
| 2007   | Варна F5     | ITF FU $ 10 000 | Тихомир Грозданов | Богдан Леонте Петер Торебко      | 6-7(4) 4-6     |
| 2008   | Добрич F5    | ITF FU $ 10 000 | Тодор Енев        | Тихомир Грозданов Симеон Иванов  | 6-2 5-7 6-10   |
| -      | Бургас F6    | ITF FU $ 10 000 | Тодор Енев        | Глеб Алексеенко Вадим Алексеенко | 1-6 5-7        |
| -      | Сливен F7    | ITF FU $ 10 000 | Тодор Енев        | Глеб Алексеенко Вадим Алексеенко | 5-7 5-7        |
| 2009   | Сандански F1 | ITF FU $ 10 000 | Тодор Енев        | Томас Кроман Джон Милман         | 6-3 1-6 [5-10] |